# 치프리안 터터루샤누
안톤 치프리안 터터루샤누(루마니아어: Anton Ciprian Tătărușanu, 1986년 2월 9일 ~ )는 사우디 프로페셔널리그의 아브하에서 골키퍼로 뛰는 루마니아의 축구 선수다. 루마니아 축구 국가대표팀 일원으로 활약하기도 하였다.

## 클럽 경력
터터루샤누는 리가 II의 쥬벤투스 부쿠레슈티에서 선수 생활을 시작했다.

### 스테아우아 부쿠레슈티
2008년 5월 26일, 그는 150만 유로로 추정되는 이적료에 스테아우아 부쿠레슈티와 5년 계약을 맺었다. 하지만 팀의 선발 골키퍼 자리는 로빈손 사바타가 지키고 있었기에, 2008-09 시즌에는 글로리아 비스트리차로 임대를 떠났다.
2009년 7월 16일, 터터루샤누는 UEFA 유로파리그에서 우이페슈트를 2-0으로 이긴 경기에서 유럽클럽대항전 데뷔전을 치렀다. 2009년 8월 2일, 그는 스테아우아 유니폼을 입고 체아흘러울 피아트라네암츠를 상대로 리가 I 첫 데뷔전을 치렀으며, 원정 경기에서 2-0 승리를 거뒀다.
2010년 8월 19일, 그는 UEFA 유로파리그 2010-11 출전 플레이오프전에서 그라스호퍼 클럽 취리히와 승부차기에 돌입했는데, 거기서 보리스 스밀랴니치와 엔도안 아딜리의 두 개의 슛팅을 막아냈고, 덕분에 팀은 다음 라운드로 진출했다.
2011년 6월, 나폴리가 그의 영입을 위해 3백만 유로를 제안했으나 거절됐다.

### 피오렌티나
그는 스테아우아의 제계얀 제안을 거부하고 보스만 룰을 통해 2014년에 팀을 떠났다. 2014년 6월 9일에 피오렌티나와 5년 계약을 맺었다.

### 낭트
2017년 7월, 그는 ACF 피오렌티나를 떠나 낭트로 이적하였다. 그는 2017년 8월 12일, 올랭피크 드 마르세유와의 경기에서 데뷔전을 치렀다. 그리고 그 경기에서 맨 오브 더 매치에 선정되었다.

## 국가대표팀 경력
2009년 8월, 터터루샤누는 러즈반 루체스쿠에 의해 헝가리와의 경기에서 루마니아 축구 국가대표팀에 소집됐다.
그는 2010년 11월 17일에 이탈리아를 상대로 국가대표팀 데뷔전을 치렀고, 1-1 무승부를 거뒀다. 그 이후로 그는 루마니아 대표팀의 선발 골키퍼가 되었다.

## 수상
- 스테아우아 부쿠레슈티:
  - 루마니아 리가 I: 2012–13, 2013–14
  - 루마니아 컵: 2010–11
  - 루마니아 슈퍼컵: 2013